# أيزواكاماتسو (فوكوشيما)
مدينة أيزواكاماتسو (بالإنجليزية: Aizuwakamatsu) هي أحد المدن التابعة لمحافظة فوكوشيما. تأسست رسميًا في 1899-04-01. ويقدر عدد سكانها بـ 129388 نسمة حسب تقدير مكتب الإحصاء الياباني لعام 2012. تبلغ مساحة أيزواكاماتسو 383.03 كم2. بكثافة سكانية تبلغ 338 نسمة/كم2.

## المناخ
يظهر الجدول التالي التغييرات المناخية على مدار السنة لأيزواكاماتسو:
| البيانات المناخية لـأيزواكاماتسو                    | البيانات المناخية لـأيزواكاماتسو | البيانات المناخية لـأيزواكاماتسو | البيانات المناخية لـأيزواكاماتسو | البيانات المناخية لـأيزواكاماتسو | البيانات المناخية لـأيزواكاماتسو | البيانات المناخية لـأيزواكاماتسو | البيانات المناخية لـأيزواكاماتسو | البيانات المناخية لـأيزواكاماتسو | البيانات المناخية لـأيزواكاماتسو | البيانات المناخية لـأيزواكاماتسو | البيانات المناخية لـأيزواكاماتسو | البيانات المناخية لـأيزواكاماتسو | البيانات المناخية لـأيزواكاماتسو |
| الشهر                                               | يناير                            | فبراير                           | مارس                             | أبريل                            | مايو                             | يونيو                            | يوليو                            | أغسطس                            | سبتمبر                           | أكتوبر                           | نوفمبر                           | ديسمبر                           | المعدل السنوي                    |
| --------------------------------------------------- | -------------------------------- | -------------------------------- | -------------------------------- | -------------------------------- | -------------------------------- | -------------------------------- | -------------------------------- | -------------------------------- | -------------------------------- | -------------------------------- | -------------------------------- | -------------------------------- | -------------------------------- |
| الدرجة القصوى °م (°ف)                               | 13.1 (55.6)                      | 15.9 (60.6)                      | 22.8 (73.0)                      | 30.5 (86.9)                      | 33.3 (91.9)                      | 34.3 (93.7)                      | 36.7 (98.1)                      | 38.1 (100.6)                     | 35.4 (95.7)                      | 30.9 (87.6)                      | 24.5 (76.1)                      | 20.9 (69.6)                      | 38.1 (100.6)                     |
| متوسط درجة الحرارة الكبرى °م (°ف)                   | 2.6 (36.7)                       | 3.6 (38.5)                       | 8.2 (46.8)                       | 16.4 (61.5)                      | 22.1 (71.8)                      | 25.4 (77.7)                      | 28.6 (83.5)                      | 30.6 (87.1)                      | 25.6 (78.1)                      | 19.0 (66.2)                      | 11.8 (53.2)                      | 5.7 (42.3)                       | 16.7 (62.1)                      |
| متوسط درجة الحرارة الصغرى °م (°ف)                   | −3.7 (25.3)                      | −3.6 (25.5)                      | −1 (30)                          | 4.2 (39.6)                       | 10.0 (50.0)                      | 15.5 (59.9)                      | 19.5 (67.1)                      | 20.6 (69.1)                      | 16.3 (61.3)                      | 9.2 (48.6)                       | 3.1 (37.6)                       | −0.9 (30.4)                      | 7.4 (45.3)                       |
| أدنى درجة حرارة °م (°ف)                             | −14.4 (6.1)                      | −15.2 (4.6)                      | −11.9 (10.6)                     | −4.6 (23.7)                      | −1.2 (29.8)                      | 6.9 (44.4)                       | 9.1 (48.4)                       | 10.3 (50.5)                      | 4.8 (40.6)                       | −1.5 (29.3)                      | −5.9 (21.4)                      | −14.4 (6.1)                      | −15.2 (4.6)                      |
| الهطول مم (إنش)                                     | 95.3 (3.75)                      | 71.4 (2.81)                      | 71.7 (2.82)                      | 64.3 (2.53)                      | 80.0 (3.15)                      | 110.8 (4.36)                     | 175.8 (6.92)                     | 134.3 (5.29)                     | 136.9 (5.39)                     | 100.1 (3.94)                     | 78.9 (3.11)                      | 93.8 (3.69)                      | 1٬213٫3 (47.76)                  |
| متوسط تساقط الثلوج سم (إنش)                         | 171 (67)                         | 142 (56)                         | 66 (26)                          | 5 (2.0)                          | 0 (0)                            | 0 (0)                            | 0 (0)                            | 0 (0)                            | 0 (0)                            | 0 (0)                            | 6 (2.4)                          | 83 (33)                          | 473 (186.4)                      |
| متوسط أيام هطول الأمطار (≥ 0.5 mm)                  | 18.7                             | 16.2                             | 16.8                             | 12.0                             | 11.4                             | 12.4                             | 14.8                             | 11.0                             | 12.9                             | 12.9                             | 15.1                             | 17.5                             | 171.7                            |
| متوسط الأيام المثلجة                                | 27.0                             | 24.3                             | 12.3                             | 0.8                              | 0.0                              | 0.0                              | 0.0                              | 0.0                              | 0.0                              | 0.0                              | 1.0                              | 12.4                             | 77.8                             |
| متوسط الرطوبة النسبية (%)                           | 82                               | 79                               | 74                               | 67                               | 68                               | 73                               | 78                               | 76                               | 79                               | 80                               | 82                               | 83                               | 77                               |
| ساعات سطوع الشمس الشهرية                            | 78.5                             | 98.8                             | 138.2                            | 172.7                            | 193.6                            | 161.9                            | 159.8                            | 198.7                            | 132.1                            | 121.1                            | 86.8                             | 70.7                             | 1٬612٫9                          |
| المصدر #1: وكالة الأرصاد الجوية اليابانية           |                                  |                                  |                                  |                                  |                                  |                                  |                                  |                                  |                                  |                                  |                                  |                                  |                                  |
| المصدر #2: وكالة الأرصاد الجوية اليابانية (records) |                                  |                                  |                                  |                                  |                                  |                                  |                                  |                                  |                                  |                                  |                                  |                                  |                                  |

## توأمة
لأيزواكاماتسو (فوكوشيما) اتفاقيات توأمة مع:
- يواشي (14 أكتوبر 2015 - )

## أعلام
- ماسايوشي إيتو
- أتسوشي واتانابي
- كاتسوكي سوسا
- أتسوشي ساتو
- واكاكو آبي